# 絕對國防圈
絕對國防圈（日语：ぜったいこくぼうけん）是太平洋戰爭後期，處於守勢的大日本帝國為了本土防衛及繼續戰爭，設定絕對必須確保的重要地域。

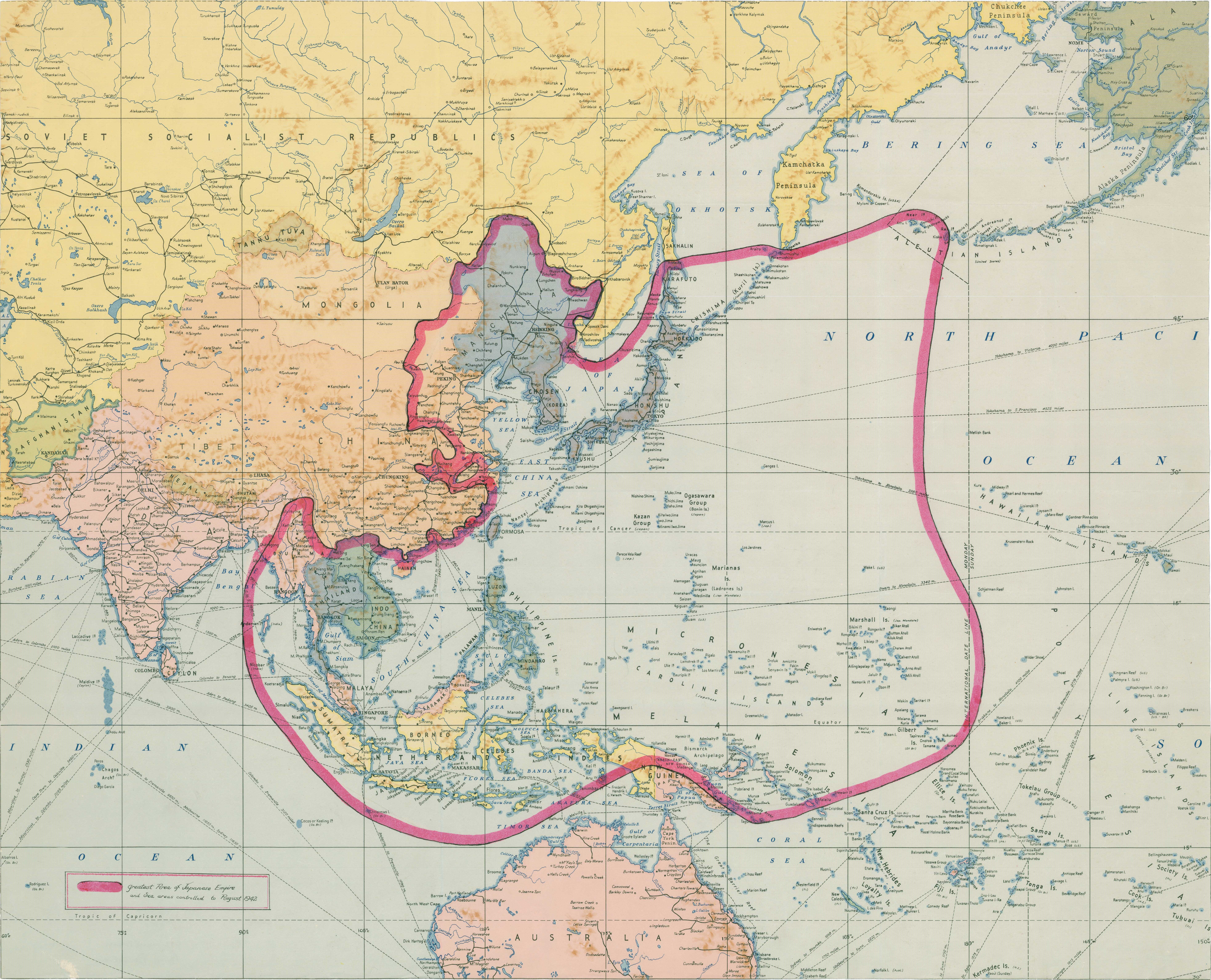
絕對國防圈

## 概要
1943年（昭和18年）9月25日由大本營制定，9月30日御前會議決定的「今後採ルヘキ戰爭指導ノ大綱」中，設定太平洋及印度洋方面絕對必須確保的重要地域，此區域即「包含千島、小笠原、內南洋（中西部）及西部新幾內亞、巽他、緬甸的圈域」。

## 脚注
1. ↑  今後採ルヘキ戦争指導ノ大綱 （页面存档备份，存于）（日語）
2. ↑  
. ABC-CLIO.[]
3. ↑  
Dan Reiter. . Princeton University Press. 17 August 2009: 191  [9 August 2013]. ISBN 978-0-691-14060-5.（英文）
4. ↑  Noriko Kawamura. . University of Washington Press. 2016-01-27: 124  [2018-03-08]. ISBN 978-0-295-80631-0. （原始内容存档于2022-03-28）.（英文）